# Josep Almenar i Navarro
Josep Almenar i Navarro   (Picanya, 1948) és un polític valencià, alcalde del seu municipi des de 1983 pel Partit Socialista del País Valencià (PSPV-PSOE).
Professor mercantil de professió, ha treballat a CITRUSCOOP (Cooperativa Citrícola de la Província de València) (1967-1973), la Cooperativa Agrícola d'Albal (1974-1978) i a Caixa Popular (1979-1983) abans d'accedir a l'alcaldia de Picanya (l'Horta Sud) a les eleccions de 1983. Abans però va ser primer tinent d'alcalde amb el govern municipal del primer alcalde de l'etapa democràtica Ciprià Císcar.
Militant del PSPV-PSOE des de 1977, des que encapçala les llistes municipals del seu partit ha aconseguit guanyar totes les eleccions locals amb majoria absoluta i ha estat portaveu socialista a la Diputació de València entre 1999 i 2001.